# 绍方丹
绍方丹（法語：Chaudfontaine，法語發音：[ʃofɔ̃tɛn] ⓘ）是比利时瓦隆大区列日省列日區的一个市镇，通行法语，是比利时法语社群的一部分，面积25.52平方千米，人口20,935人（2018年1月1日）。

## 地名
该地名“Chaudfontaine”的发音为[ʃofɔ̃tɛn]，字母“d”不发音，《世界地名翻译大辞典》和《世界地名译名词典》中将其误译作“绍德方丹”。